# (29882) 1999 GU30
A (29882) 1999 GU30 a Naprendszer kisbolygóövében található aszteroida. A LINEAR projekt keretében fedezték fel 1999. április 7-én.